# Marcus Faison
Marcus Faison, né le 18 février 1978 à Fayetteville, en Caroline du Nord, est un joueur américain naturalisé belge de basket-ball. Il évolue aux postes d'arrière et d'ailier.

## Palmarès
- Champion de Belgique 2003, 2004